# Pitbulls F.C.
Pitbulls Santa Bárbara F.C. es un equipo de fútbol de la localidad de San Bosco de Santa Bárbara de la provincia de Heredia, Costa Rica Actualmente sé desempeña en la Segunda División de Costa Rica.

## Historia
El equipo participa en la Primera División de LINAFA (que es la Tercera División del balompié costarricense) desde la temporada 2024-2025, inició como un proyecto de Academia de Fútbol para niños y jóvenes de la zona de Santa Bárbara de Heredia. Se le bautizó con el nombre de Pitbulls ya que era el apodo de uno de sus fundadores, el exfutbolista Bryan Sánchez Ovares, quién militó en la Primera División con equipos como Puntarenas F.C y el Municipal de Pérez Zeledón y se le conocía por su rudeza y actitud fuerte dentro del terreno de juego.
Este club fue fundado por la familia Sánchez quienes la conforman los hermanos, Bryan, Jeffry y Jeremy Sánchez, en honor a su padre quien había fundado la academia de fútbol Pitbulls F.C.
En abril de 2024 se anunció que esta Academia adquiría la franquicia del Central Valley F.C por lo que contarían con un equipo formalmente en la Segunda B de LINAFA.

### Clausura 2025
En el Clausura 2025 terminó como líder del Grupo B de Occidente con 20 puntos en 8 partidos. En la fase de octavos de final, elimina al conjunto de la AD Esparza con un 5-1 en el global tras vencer 3-1 en la ida y luego 2-0 en la vuelta. 
En los cuartos de final a pesar de que había perdido el juego de ida 0-1 ante el cuadro de Siquirreña, el cuadro barbareño presentó un reclamo por una mala alineación del conjunto limonense que LINAFA le da la razón y llega a la vuelta con un 3-0 en el global. En la vuelta termina sacando un empate sin goles ante Siquirreña y con eso avanza a semifinales, donde enfrentará ahora a Águila F. C. el cual elimina derrotándolo en el global 1 a 0, tras ganar la ida de visita en Carrillo, 1 por 0 y la vuelta igualando 0-0 en Santa Bárbara.
Esto le da la opción de jugar la Final del Clausura 2025 ante el conjunto de San Migool, en la ida terminan igualando 3 a 3 en el Estadio "Cuty" Monge de Desamparados, en un juego que terminó con trifulca. Ya en la vuelta terminan derrotando a los desamparadeños 2 a 1 en el Complejo Cibeles de Santa Bárbara, donde se coronan como campeones del Clausura y acceden a la Gran Final de Segunda B ante A.D. Rosario.

### Llegan a la Gran Final de Segunda B
En la Final ante A.D. Rosario, vencen en la ida a los naranjeños por 1 a 0 en el juego disputado en el Estadio Jorge "Palmareño" Solís de Palmares, con gol de Alejandro Amaral. La vuelta se jugará en el Estadio Carlos Alvarado de Santa Bárbara.

### Ascenso a la Segunda División
La vuelta jugada en el Estadio Carlos Alvarado de Santa Bárbara, en un juego muy disputado, los barbareños se pusieron arriba en el marcador al minuto 26 con un gol por intermedio de Marcos Escoe que aumentaba la ventaja en el global 2 a 0. En la segunda parte el equipo de Rosario acortó distancias por intermedio de Pablo Corroto desde el punto de penal, y al minuto 93, Felipe Oses puso el segundo tanto para los naranjeños y obligar a tiempos extras y después definir la serie en la tanda de penales.
Ya en la tanda de penales sobresalió la figura de Mauricio Anchia, quién detuvo un lanzamiento, al final Alejandro Amaral anotaría el penal decisivo para darle el triunfo a Pitbulls 4 a 3 y con eso coronarse como campeones de la Segunda B de LINAFA.

### Títulos nacionales
| Competiciones nacionales             | Títulos                  | Subcampeonatos |
| ------------------------------------ | ------------------------ | -------------- |
| Tercera División de Costa Rica (2/1) | CL-2025 LINAFA 2024-2025 |                |

## Datos del club

#### Segunda División
- Primer partido:18 de agosto de 2025 vs Aserrí F. C.
- Primera victoria:18 de agosto de 2025, 2-0 vs Aserrí F. C.
- Primera victoria como local:18 de agosto, 2-0 vs Aserrí F. C.
- Primera victoria como visitante:
- Primera derrota:
- Primera derrota como local:
- Primera derrota como visitante:
- Primer gol: 18 de agosto de 2025,  Jonathan Hansen vs Aserrí F. C.
- Máximo goleador: